# Alfred Trzebinski
Alfred Trzebinski, född 29 augusti 1902 i Jutroschin, död 8 oktober 1946 i Hameln, var en tysk SS-Hauptsturmführer och lägerläkare. Han var bland annat verksam i Auschwitz och Neuengamme.

## Biografi
Trzebinski var stationerad i Auschwitz från juli 1941 och kom i oktober samma år till Majdanek. I september 1943 kommenderades han till Neuengamme, där han bland annat var ansvarig för mordet på tjugo barn i Bullenhuser Damm. Han företog även experiment på fångar för Bayers och Hoechsts räkning.
Efter andra världskriget dömdes han till döden vid Neuengammerättegången och avrättades genom hängning.